# Szczaw tępolistny
Szczaw tępolistny (Rumex obtusifolius L.) – gatunek rośliny z rodziny rdestowatych. Występuje w Europie, Azji i Afryce Północnej. W Polsce pospolity.

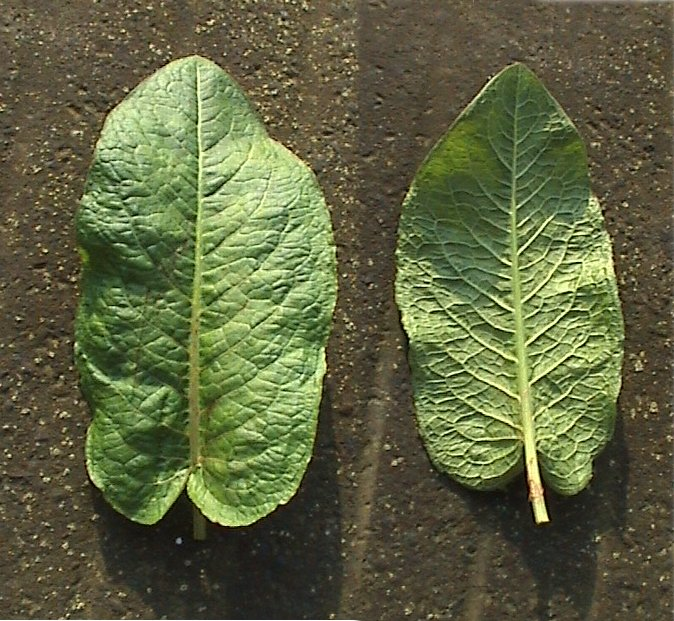
Liść

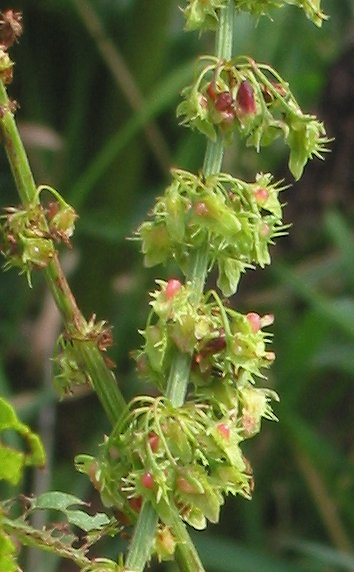
Kwiaty

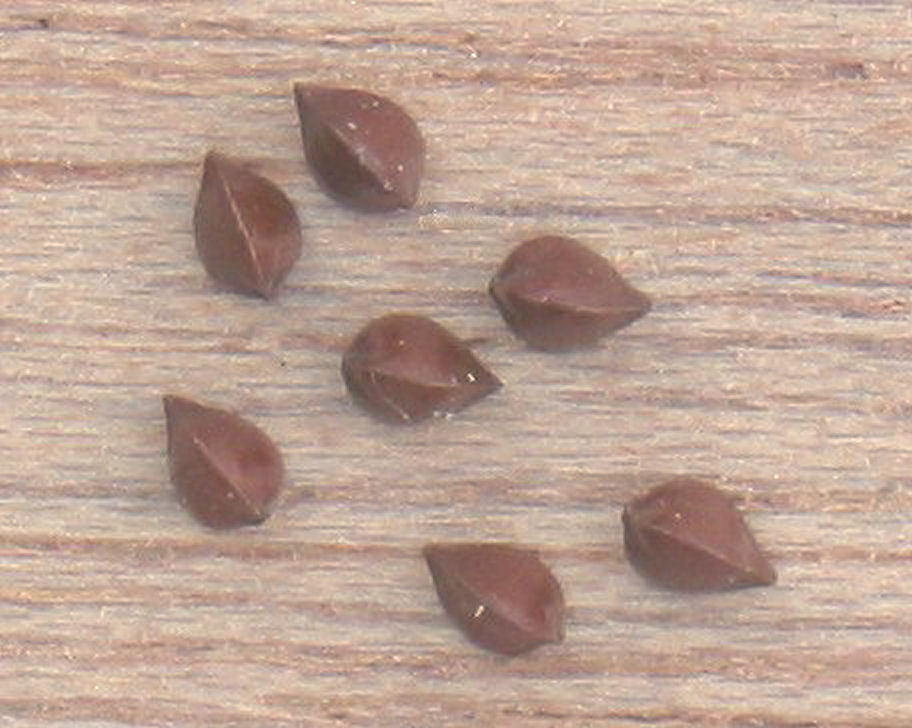
Nasiona

## Morfologia
ŁodygaProsta, wzniesiona, naga, o wysokości 50 – 120 cm. Rozgałęzia się, a odgałęzienia są proste, wzniesione i niesplątane.
LiścieOdziomkowe, długoogonkowe, sercowate, w górnej części łodygi siedzące, jajowate lub jajowato lancetowate.
KwiatySkupione okółkowa w luźne kwiatostany. Wewnętrzne listki okwiatu mają długość 2,5-3,5 mm i w nasadzie posiadają kilka niewyraźnych ząbków.
OwoceTrójgraniaste orzeszki.

## Biologia i ekologia
Bylina. Kwitnie od czerwca do sierpnia. Rośnie w lasach, na łąkach i nieużytkach. W Polsce roślina pospolita. Uważany za chwast. W klasyfikacji zbiorowisk roślinnych gatunek charakterystyczny dla Cl. Artemisietea vulgaris.

## Zmienność
- Występuje w kilku podgatunkach:
  - Rumex obtusifolius subsp. obtusifolius
  - Rumex obtusifolius subsp. silvestris (syn. Rumex sylvestris Wallr.)
  - Rumex obtusifolius subsp. subalpinus
  - Rumex obtusifolius subsp. transiens
- Tworzy mieszańce z Rumex hydrolapathum, R. aquaticus, R. alpinus, R. confertus, R. crispus, R. domesticucs, R. conglomeratus, R. sanguineus, R. maritimus[6].